# 1-pentyn
1-pentyn is een alkyn met als brutoformule C5H8. De stof komt voor als een licht ontvlambare kleurloze vloeistof en is onoplosbaar in water.